# Krista Posch
Krista Posch, née le 10 janvier 1948 à Bolzano, est une actrice, présentatrice et actrice de doublage. Elle a travaillé dans de nombreuses productions en langue allemande au théâtre, au cinéma et  à la télévision.

## Carrière
Krista Posch est bilingue allemand-italien. Elle a grandi à Bolzano. En plus de son métier d’actrice, elle est conférencière et présentatrice auprès de Rai Bolzano et Bayerischer Rundfunk. Déjà lors de sa formation à l’école d'art dramatique Max Reinhardt de Vienne, elle jouait au théâtre et tournait ses premiers films. Exemple théâtraux : Lena dans Léonce et Léna de Georg Buchner, Dora dans Les Justes d’Albert Camus, Shen-Te dans La Bonne Âme du Se-Tchouan de Bertolt Brecht, Rosalinde dans Comme il vous plaira de William Shakespeare.
Dès 1992, elle travaille en indépendant et est présente derrière la caméra pour de nombreuses productions cinématographiques et télévisées. En outre, Krista Posch prête souvent avec sa voix pour le cinéma, la télévision, la radio, des documentaires, des livres audio.

## Filmographie (sélection)

### Films
- 1985 : Mord im Spiel d’Hartmut Griesmayr : Patricia Kaar
- 1994 : Ciao, Bello de Peter Patzak
- 1994 : Die skandalösen Frauen de Xaver Schwarzenberger : Nora Heid
- 1997 : Das ewige Lied de Franz     Xaver Bogner : L’herboriste Agnes
- 2000 : Au-delà (Jenseits) de Max Färberböck : Le Dr Keller
- 2006 : Vier Töchter de Rainer Kaufmann

### Séries télévisées
- 1992 : Derrick : Vengeance (Tage des Zorns) : Simone
- 1993 : Derrick : La compagne (Die Lebensgefährtin) : Hannelore Hoss
- 1993 : Derrick : Soif de vérité (Mann im Regen) : Hilde Lussek
- 1994 : Derrick : La peur au ventre (Nachts, als sie nach Hause lief) : Doris Meissner
- 1994 : Tatort : Klassen-Kampf : Regine Heppa
- 1994 : Le Renard : Terminus (Trauma) : Christina Falck
- 1995 : Le Renard : L’arme du crime (Der Tod hat kein Lied) : Barbara Kranich
- 1996 : Tatort : Die Abrechnung : Miriam Langer
- 1996 : Tatort : Kolportage : Ingrid Teschke
- 1998-1999 : Zugriff (14 épisodes) : Beate Claudius
- 1999 : Siska : La vie ne tient qu’à un fil de soie (Am seidenen Faden) : Ruth Homberg
- 2000 : Soko brigade des stups : Mort sous tension (Tod unter Srom) : Alma Brahmer
- 2001 : Le Renard : La délivrance (Du wirst sterben) : Waltraud Färber
- 2001 : Schlosshotel Orth  : Freundinnen  : Monika Reider
- 2002 : Le Renard : Le vrai du faux (Es war Mord) : Marga Seidel
- 2004 : Le Renard  : Au nom de l’amour (Ein mörderisches Geheimnis) : Beate Warnet
- 2005 : Die Rosenheim-Cops  : Wasserleichen unter sich : Elena Pichl
- 2005 : Le Renard : Chantage mortel (Tödliche Verstrickung) : Corinna Leitner
- 2005 : Siska : Un coup au cœur (Ein Stich ins Herz) : Ingrid Pohl
- 2005 : Siska : Le juge et le banquier (Keine andere Wahl) : Alma Gerion
- 2006 : Le Renard : L’ange de la vengeance (Racheengel) : Johanna Ahrend
- 2007 : Siska : Spiel im Schatten : Edith Klaasen
- 2007 : Soko brigade des stups : Verhängnis : Ilona Waldeck
- 2008 : Siska : Die Wahrheit : Hilde Marbach
- 2008 : SOKO Kitzbühel : Ein falsches Leben  : Christine Peherstorfer
- 2008 : Le Renard : La deuxième croix (Das zweite Kreuz) : Elke Kleinschmidt
- 2011 : Tatort : Lohn der Arbeit : Helga Brugger
- 2017 : Le Renard : Infiltration (Drei Jahre lebenslänglich) : Daniela Keil

## Actrice de doublage
Charlotte Rampling,
- 2000 : Sous le sable : Marie Drillon
- 2002 : Embrassez qui vous voudrez : Elisabeth
- 2003 : Swimming Pool : Sarah Morton
- 2005 : Lemming : Alice Pollock
- 2006 : Désaccord parfait : Alice d'Abanville
- 2010 : Auprès de moi toujours : Miss Emily
- 2011 : Melancholia : Gaby
- 2012 : I, Anna de Barnaby Southcombe : Anna Welles
- 2015 : 45 Ans : Kate Mercer
- 2016 : Assassin's Creed : Ellen Kaye
- 2016 : London Spy (mini-série) : Frances

### Films
- 1991 : Croisière à Manhattan : Amanda Levy (Daisy Hall)
- 1992 : Fatale : Ingrid Fleming (Miranda Richardson)
- 2003 : Supertex : Dora Breslauer (Maureen Lipman)
- 2004 : Harry Potter et le Prisonnier d’Askaban : Madame Rosmerta (Julie Christie)
- 2009 : Une solution rationnelle : Maj Fjellgren (Stina Ekblad)

### Séries télévisées
- 1995 : Time Trax : Alice Shaw (Margaret Avery)
- 1995 : Time Trax : Tulsa Giles (Mary-Margaret Humes)
- 1998 : Dingue de toi : Dr. Sheila Kleinman (Mo Gaffney)
- 1998 : Sabrina – L’apprentie sorcière : Mrs. Heck (Berlinda Tolbert)

## Théâtre (sélection)[5],[6]
- 1982 : Stigma de Felix Mitterer, mise en scène Ruth Drexel, Tiroler Volksschauspiele : La jeune fille stigmatisée
- 1982 : Ghetto (en) de Joshua Sobol, mise en scène David Levine, Théâtre de Düsseldorf: La chanteuse juive
- 1985 : Die Bernauerin (de) de Carl Orff, mise en scène August Everding, Münchner Opernfestspiele (Festival d’Opéra de Munich) : Agnes Bernauer
- 1986 : Comme il vous plaira de William Shakespeare, mise en scène Wolfgang Engel, Bayerisches Staatsschauspiel de Munich : Rosalinde
- 1986 : Die Pfarrhauskomödie (La Comédie du Presbytère) de Heinrich Lautensack, mise en scène Volker Hesse, Bayerisches Staatsschauspiel de Munich : Irma Prechtl
- 1986 : La Bonne Ame du Se-Tchouan de Bertolt Brecht, mise en scène Omeri Nitzan, Bayerisches Staatsschauspiel de Munich : Shen Te
- 1986 : Korbes de Tankred Dorst, mise en scène Jaroslav Chundela, Bayerisches Staatsschauspiel de Munich : La fille
- 1986 : Les Justes d'Albert Camus, mise en scène Mario Andersen, Bayerisches Staatsschauspiel de Munich : Dora
- 1993 : La Jeune Fille et la Mort de Ariel Dorfmann, mise en scène de Volker Hesse, Bayerisches Staatsschauspiel de Munich : Paulina Salas
- 1995 : Les Trois Sœurs d'Anton Tchekov, mise en scène Dieter Giesing, Schauspielhaus de Zurich : Mascha
- 2001 : Afterplay d'Anne Meara, mise en scène Brian Michaels, Volkstheater de Munich : Terry Guteman
- 2004 : Triptyque d'Edna O’Brien, mise en scène Harald Clemen, Bayerisches Staatsschauspiel de Munich : Pauline
- 2008 : In allen Ehren de Joanna Murray-Smith, mise en scène Pia Hänggi, Theatergastspiele Kempf : Honour [7]

## Distinctions
- 1983 : Prix littéraire de la ville de Düsseldorf (Förderpreis für Literatur der Landeshauptstadt Düsseldorf)[8]
- 1989 : Prix de l'Association des Amis du Théâtre de l’État de Bavière
- 1990 : Prix international de théâtre du Québec